# Pelophylax bergeri
La rana di Berger (Pelophylax bergeri Günther, 1986) è un anfibio anuro della famiglia Ranidae, presente in Italia e in Corsica.

## Descrizione
La rana di Berger è caratterizzata da un corpo slanciato e presenta una testa leggermente più larga che lunga. Possiede piccoli denti vomerini, ossia disposti sul vomere. La pelle è liscia o leggermente verrucosa, con dorso verde, con macchie bruno-nerastre estremamente variabili nel numero e nella disposizione e una linea medio-dorsale più chiara. Il ventre è bianco-giallastro con macchie grigie. Le zampe posteriori presentano a livello della fascia posteriore delle cosce una colorazione di colore giallo acceso o arancione. I maschi sono provvisti di due sacchi vocali esterni di colore bianchiccio.

## Distribuzione e habitat

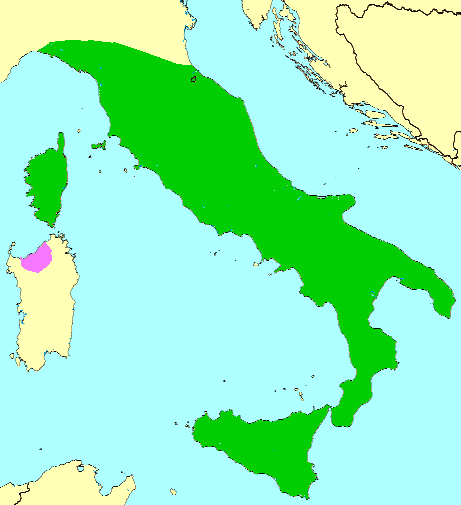

La specie è diffusa in buona parte dell'Italia peninsulare al disotto di una linea immaginaria che va da Genova a Rimini, sull'Isola d'Elba, in Sicilia e in Corsica; è stata introdotta dall'uomo in Sardegna. 
Vive dal livello del mare fino a circa 1.800 metri di altitudine.
L'habitat della rana di Berger è rappresentato da numerose tipologie di ambienti acquatici ricchi di vegetazione quali paludi, stagni, rive di laghi, canali e torrenti.

## Tassonomia
È considerata da alcuni autori sottospecie di P. lessonae.